# Magia enochiańska

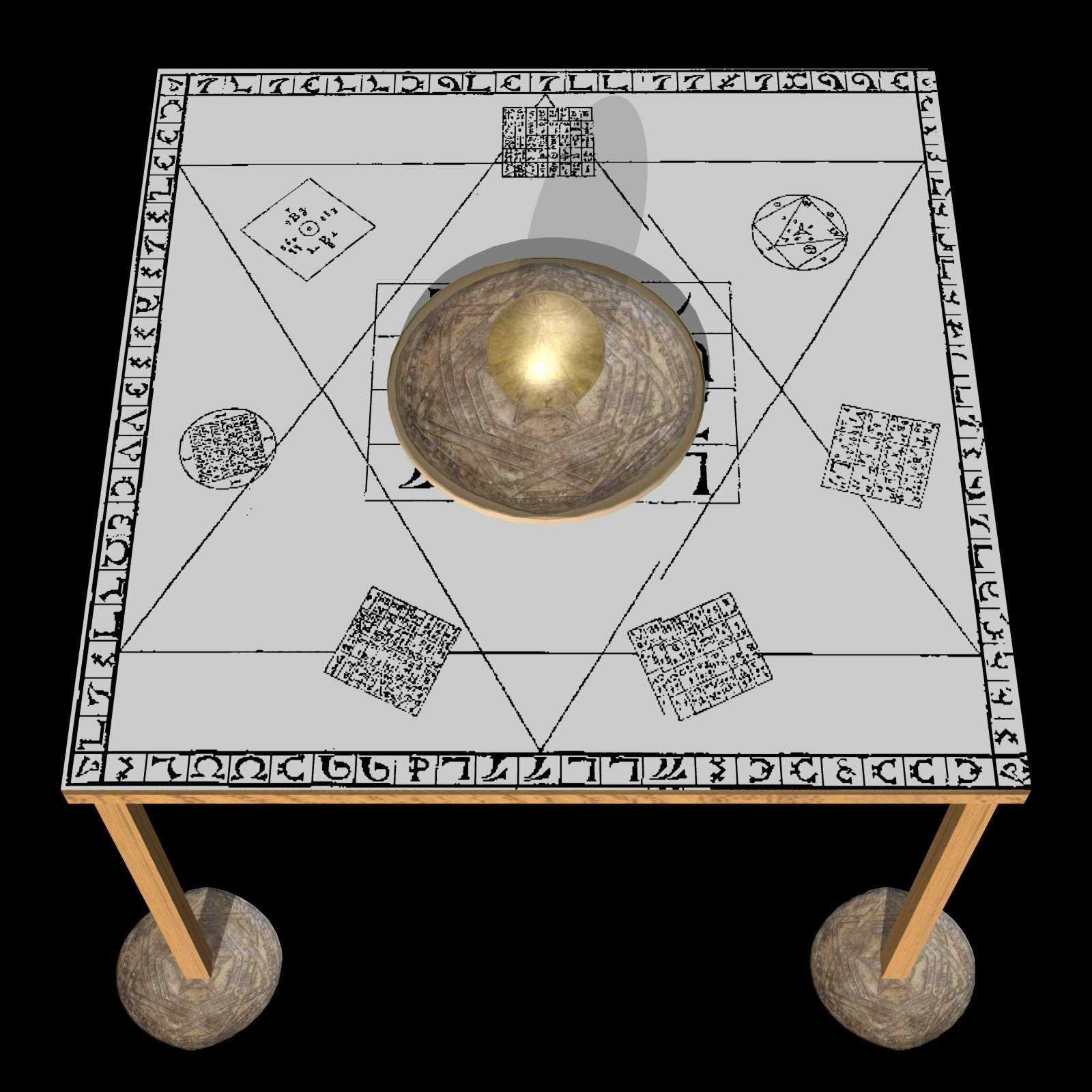
Komputerowy model 3D Świętego Stołu używanego przez Johna Dee

Magia enochiańska – system ceremonialnej magii opartej na przyzywaniu bytów anielskich. 
Stworzony został na podstawie XVI-wiecznych pism Johna Dee i Edwarda Kelleya, którzy twierdzili, że kontaktowali się z aniołami. Istoty te ponoć przekazywały magom różne informacje w języku enochiańskim. W tym samym języku spisane są także tzw. Zewy Enochiańskie (Klucze Enochiańskie), służące do wzywania Aniołów.
Magia enochiańska nawiązuje do apokryficznej Księgi Henocha.